# Wolfgang Diefenbach
Wolfgang Diefenbach (* 1951 in Wiesbaden) ist ein deutscher Jazzmusiker (Flöte, Dirigat); er ist der Gründer und künstlerische Leiter des LandesJugendJazzOrchesters Hessen.

## Leben und Wirken
Diefenbach studierte die Fächer Schulmusik, Germanistik und Musikwissenschaft an der Goethe-Universität Frankfurt am Main sowie an der Justus-Liebig-Universität Gießen. 
1972 baute er in  Niedernhausen die Jugendmusikschule auf, die er bis 1983 leitete; dort initiierte er die erste Kinder-Bigband Hessens. Seitdem arbeitet er als freier Dirigent von Chören wie dem Niedernhausener Frauenchor Le Courage (bis 2010), Sinfonieorchestern und Big Bands. 1985 gründete er das LandesJugendJazzOrchester Hessen, das er bis zum Juni 2024 leitete. Mit dem LandesJugendJazzOrchester und dessen Unterformationen wie dem Vokalensemble Kicks & Sticks Voices legte er zahlreiche Alben vor und war international auf Tournee. Bei Konzerten kam es zur Zusammenarbeit mit internationalen Solisten wie Bill Ramsey, Randy Brecker, Dee Dee Bridgewater oder Dianne Reeves; auch erreichte er, dass Jazzkomponisten und -Arrangeure wie Bill Holman, John Clayton, Bob Mintzer, Bill Dobbins, Bob Florence, Maria Schneider, Michael Mossman, Kenny Napper, Manny Albam, Jerry van Rooyen oder Darmon Meader eigens für die Formationen geschrieben haben. Zudem initiierte er 1990 den hessischen Landeswettbewerb Jugend jazzt, den er gleichfalls leitet. 
Diefenbach erhielt 1990 den Preis der deutschen Schallplattenkritik für die erste CD des LandesJugendJazzOrchester Hessen, Kicks and Sticks. 2008 wurde er mit dem Hessischen Kulturpreis ausgezeichnet.